# Tychomel
Tychomel (ukr. Тихомель) – wieś na Ukrainie, w obwodzie chmielnickim, w rejonie biłohirskim, na prawym brzegu Horynia. W 2001 roku liczyła 272 mieszkańców.
W Tychomlu, na obszarze miejscowego grodziska znajduje się murowany Grobowiec Sieniutów – kaplica ariańska z XVI wieku, wieża z okrągłym, kamiennym sklepieniem, która znajduje się obecnie w stanie głęboko posuniętej ruiny.
Miejsce urodzenia Józefa Aleksandra Jabłonowskiego, historyka, bibliografa, heraldyka, mecenasa sztuki, tłumacza i poety, wojewody nowogródzkiego.